# Battleground Europe
World War II online: Battleground Europe (zkráceně WWIIOL, WW2OL, BE) je masivní multiplayer on-line počítačová hra (MMOG) simulující bojiště západní Evropy počátku druhé světové války, jejíž žánr by se dal definovat jako historická exteriérová MMOFPS s prvky RTS a MMORPG. Sloučení simulace pozemních, leteckých a námořních armád z World War II online: Battleground Europe pak dělá válečnou simulaci známou jako virtuální bojiště.

## Prostředí
Jedná se o první (a stále jediné) skutečně virtuální bojiště založené na reálném světě, kde probíhá permanentní válka na zemi, ve vzduchu i na vodě v prostoru o rozloze 52 000 km², obsahujícím přes 500 měst a městeček s několika desítkami tisíc budov. Bojiště je zasazeno do časového období od napadení Francie v roce 1940 až do roku 1943. Virtuální válka se odehrává na mapě skutečné západní Evropy (v měřítku 1:2). K dispozici je hráčům více než stovka techniky od ručních zbraní, po letadla, tanky, děla, náklaďáky, lodě, které jsou nejen vizuálně modelované dle skutečných předloh, měření nebo bádání. Herní engine umožňuje současně zobrazovat až 128 dynamicky volených jednotek, v závislosti na typu a vzdálenosti, při účasti tisíců hráčů v jediném načítáním nepřerušené prostoru. Maximální hranice viditelnosti jednotek v prostředí je určena efektivní účinností zbraní dle kategorií (lodě a letadla 8 000 m, tanky a děla 3 000 m, pěchota 1 000 m).

## Realistická simulace
Za pozornost stojí především skvěle zpracované fyzikální vlastnosti techniky, balistické vlastnosti zbraní a munice, pokrokový model poškození a revoluční (i když poněkud kontroverzní a především ne zcela dokončený) letový model letadel založený na zcela novém principu, odlišném od všech ostatních simulátorů.
Každý bojový prostředek je modelován s maximální snahou o věrnost své dobové předloze. Počínaje pistolí, konče těžkým tankem nebo torpédoborcem. Skutečnosti přesně odpovídají tloušťky pancířů, typy munice, jejich průraznost, balistické vlastnosti, zaměřovací optika, charakteristiky motorů, počty převodových stupňů, jízdní vlastnosti v terénu i na silnici, letové vlastnosti.
Velmi realisticky je modelováno poškození. Každý bojový stroj má modelovány vnitřní struktury jako motory, nádrže, chladiče, zbraně a zásobníky munice, podvozky, pneumatiky, převodové ústrojí a další prvky včetně členů osádky. Každá z těchto struktur může být poškozena a zničena po zásahu příslušnou municí. Rozsah poškození se dynamicky odráží na vlastnostech poškozeného stroje, letouny ztrácí vztlak, výkon motoru, ovladatelnost, vozidlům lze prostřelit pneumatiky, tankům zničit pásy, ustřelit kola apd. Každá vystřelená střela je modelována se všemi charakteristikami odpovídajícími jejímu typu (protipancéřová, tříštivá, zápalná atd.), je počítána její úsťová rychlost, trajektorie a její účinek v cíli. Je počítáno se sklony, tloušťkou, typem pancířů. Jsou modelovány dokonce střepiny a tlaková vlna každé explodující střely.

### Model poškození
Výpočet jednoho 75mm APHE projektilu zasahujícího průzkumné vozidlo Panhard (zkrácený protokol událostí).

## Strategie
K realističnosti tohoto simulátoru přispívá i velmi propracovaný strategický model. Jednotlivé brigády jsou propojeny zásobovacími trasami, přes vlastní nebo dobytá města, až k továrnám, které určují dostupnost vojenské techniky v daných lokalitách. Zničené jednotky se neobnovují ihned a automaticky, ale jejich obnovení je závislé na funkčních zásobovacích trasách a zásobování (přísun posil) probíhá se značným časovým intervalem. Je proto nutno s rozmyslem používat důležité jednotky, zejména tanky, aby nedošlo k jejich zbytečnému vyplýtvání což může mít za následek selhání při útoku, ztrátu vlastního území, či úplné zničení brigády. Zásobovací trasy lze přerušit dobytím uzlových bodů a odříznout tak třeba frontové základny od přísunu posil, čehož se využívá při dobývání strategicky výhodně položených měst. Přísun posil lze zpomalit též bombardováním továren jež simulují válečnou výrobu techniky. Každá organizovaná skupina hráčů, tzv. squadrona musí příslušet k určité brigádě. Rozmístění brigád na mapě určuje vojenské velení jednotlivých stran. Každá brigáda má určitý počet bojové techniky a rozmisťování brigád a jejich přesuny na různé místa fronty tak představují nový takticko-strategický prvek jež výrazně ovlivňuje průběh bojů.
Dobývání jednotlivých částí území se děje obsazováním vlajkových budov pěchotou, která je tak nepostradatelnou hybnou silou frontového postupu. Vlajkových budov je v každé lokalitě velké množství a jejich dobytí vyžaduje součinnost všech přítomných vojenských složek – pěchoty, tanků, letectva a v určitých lokalitách i námořnictva. Dobře načasovaný útok střemhlavých bombardérů dokáže například zcela rozvrátit obranu nebo silný útok tankových jednotek a vyřadit je tak na dlouhou dobu z boje.
Důležitý vliv na vývoj, dostupnost a produkci bojové techniky mají strategické továrny. Každá strana má několik továren jež se zabývají výrobou bojové techniky a jejich bombardováním lze zpomalit přísun posil na bojiště nebo oddálit zavádění novějších typů techniky do výzbroje.

## Kariéra
Kariéru lze rozdělit do tří částí u všech složek armád, čtvrtá se pak vymyká všem.
V první části uživatel získává zkušenosti z bojiště a body v existujících misích, za něž je povyšován. Vyšší hodnost umožňuje využívat efektivnější bojové prostředky [(pušky, samopaly, lehké kulomety, protitankové pušky, ostřelovací pušky, minomety), (nákladní vozy, polopásová vozidla, průzkumná vozidla, protitanková děla, samohybná protitanková děla, protiletadlová děla, lehké tanky, střední tanky, těžké tanky), (stíhací letadla, stíhací-bombardovací letadla, střemhlavá bombardovací letadla, taktická bombardovací letadla, strategická bombardovací letadla), (říční čluny, nákladní lodě, torpédoborci)].
V druhé části kariéry nepřichází uživatel o nic z předešlého, navíc je mu umožněno zakládat mise a velet v nich.
Třetí část kariéry zpřístupňuje i strategickou část hry, kdy je uživateli umožněno zakládat a odvolávat útoky na strategické cíle (města, mosty), přesouvat brigády na frontě a informovat podřízené přes speciální kanál vyčleněný pouze pro velení. Takový uživatel se pak nazývá "HáCéčko", High Command – tedy vrchní velení. Struktura vrchního velení je vlastně zmenšenou kopií velení skutečné armády, má vlastní funkce včetně velících důstojníků (OIC – Officer in command), výkonných důstojníků (XO – executive officer), velících důstojníků (CO – commanding officer) a jejich zástupců, již jsou pověřeni velením konkrétních brigád, divizí či armád.
Čtvrtá část kariéry se týká pouze velmi úzkého okruhu uživatelů, jedná se totiž o hlavní štáb (HQ – headquarters), který rozhoduje o celkové strategii, výzkumu, vývoji a produkci (RDP – research, development, production).

## Výzbroj
Následující tabulka obsahuje přehled techniky ve výzbroji jednotlivých armád:
| Anglie | Francie | US | Německo |
| Tanky a obrněná vozidla Churchill Mk.III Churchill Mk.VII Matilda Mk.II A13 Crusader I A15 Crusader II A15 Crusader III Pancéřový vůz Daimler Mk 1 Lehký tank Vickers Mk VI Nákladní vozy a tahače Nákladní vůz Bedford OYD Dělostřelecký tahač Morris CDSW Protiletadlová děla CA.mle 38 (25mm) Bofors 40mm Protitanková děla QF 2pdr QF 6pdr QF 17pdr Letadla/stíhací Hawker Hurricane MkI Hawker Hurricane MkIIb Supermarine Spitfire MkIa Supermarine Spitfire MkIb Supermarine Spitfire MkVb Supermarine Spitfire MkIXc Letadla/stíhací-bombardovací Bristol Blenheim 1f Hawker Hurricane MkIIc Letadla/bombardovací Bristol Blenheim MkIV Douglas DB-7 (Havoc Mk1) Letadla/transportní C-47 Skytrain (DC-3 Dakota) Lodě Bojový člun Fairmile B Class Torpédoborec Transportní loď | Tanky a obrněná vozidla Char B1 bis Panhard 178 Armored Car Renault R35 Hotchkiss H39 Somua S35 Stuart M3A3 Sherman M4A2 (75mm) Sherman M4A3E3 (76mm) Samohybná děla Laffly W15 M10 Wolverine Nákladní vozy a tahače Laffly S-20 Protiletadlová děla CA.mle.38 (25mm) CA.mle.36 (Bofors 40mm) Protitanková děla QF 6 pounder\|M1A3 (57mm ATG) M5A2 (76,2mm ATG) SA.mle.34 (25mm atg) SA.mle.37 (47mm atg) Letadla/stíhací Dewoitine D.520 Curtiss Hawk Model H-75a3 (P-36A) Curtiss Hawk Model H-81a2 (P-40C) Curtiss Hawk Model H-87b3 (P-40F) Lockheed P38f Letadla/stíhací-bombardovací Bell 14a (Airacobra P-39) Letadla/bombardovací Bristol Blenheim MkIV Douglas DB-7 Letadla/transportní Junkers Ju 52 (kořistní) Lodě French Fairmile B Class French Freighter French Destroyer | Tanky a obrněná vozidla Stuart M3A3 Sherman M4A2 (75mm) Sherman M4A3E3 (76mm) Samohybná děla M10 Wolverine Nákladní vozy a tahače Laffly S-20 Protiletadlová děla Bofors 40mm Protitanková děla M1A3 (57mm ATG) M5A2 (76,2mm ATG) Letadla/stíhací Lockheed P38f Letadla/stíhací-bombardovací Letadla/bombardovací Letadla/transportní Lodě | Tanky a obrněná vozidla SdKfz 232 Panzerkampfwagen II Ausf. C Panzerkampfwagen III F Panzerkampfwagen III H Panzerkampfwagen IV D Panzerkampfwagen IV G Panzerkampfwagen 38(t) Panzerkampfwagen VI Ausf. E (Tiger1) Samohybná děla Sturmgeschütz III B Sturmgeschütz III G Nákladní vozy, tahače a polopásová vozidla Opel blitz SdKfz 251 Halftrack SdKfz 7 Halftrack Protiletadlová děla FlaK.28 (Bofors 40mm) FlaK.30 (20mm) Protitanková děla Flak 88\|FlaK.36 (88mm) PaK.36 (37mm) PaK.38 (50mm) PaK.40 (75mm) Letadla/stíhací Messerschmitt Bf-110C-4 Messerschmitt BF109E-1 Messerschmitt BF109E-4 Messerschmitt BF109F-1 Messerschmitt BF109F-4 Messerschmitt BF109G-6/U4 Focke-Wulf 190A-4 Letadla/stíhací-bombardovací Messerschmitt Bf-110F Letadla/bombardovací Heinkel He-111 Junkers Ju 87 (Stuka Dive Bomber) Letadla/transportní Junkers Ju 52 Lodě German Fairmile B Class German Freighter Destroyer class Z23 Type 1936A Mob |
| --- | --- | --- | --- |

Pěchotní zbraně:
| Anglie | Francie | US | Německo |
| .303 inch Lee-Enfield Rifle No.36 HE Grenade No.36 Mills Rifle Grenade Thompson M1928 Sub-Machine Gun PIAT Webley .455 Caliber Revolver M18 Smoke Grenade 5 kg Satchel Charge Bren Mk.1 Light Machine Gun Boys .55 inch Anti-Tank Rifle Ordnance SBML 2 Inch Mortar | Fusil MAS.36 Rifle No.36M HE Grenade 7.65 MAS Mle.38 Sub-machine Gun Mle.1935S Semi-Automatic Pistol M18 Smoke Grenade Vivien-Bessier HE Rifle Grenade Boys .55 inch Anti-Tank Rifle M9 Anti-Tank Rocket Launcher Fusil Mitrailleur 29 Light Machine Gun 5 kg Satchel Charge Lance-grenades de 50mm Mle37 | M1903A3 Springfield Rifle Thompson M1A1 SMG M1 Garand Rifle M1918A2 Browning Automatic Rifle M9 Anti-Tank Rocket Launcher M1903A4 Springfield Rifle, Weaver 330-M8 Telescopic Sight M1911A1 Automatic Pistol .45 cal Mk II HE Grenades M8 Smoke Grenades | 7.9mm Karabiner 98k Mauser Rifle StiG.24 HE Grenade Nb.Hgn.39 Smoke Grenade GewSprGr.30 HE Rifle Grenade MP.38/40 Submachine Gun Luger Semi-Automatic Pistol 5 kg Satchel Charge 7.92mm MG.34 Light Machine Gun 7.92mm Pzb.39 Antitank Rifle 5 cm leGrW 36 (Granatwarfer 36) Panzerschreck RPzB.Gr 4322 |
| --- | --- | --- | --- |

## Cena
8.9.2012 bylo oficiálně zavedeno bezplatné hraní (Free To Play). Převod na F2P je možný i u existujících účtů s předplatným.
$14.99 měsíčně za neomezené hraní. Předplatné na 3 měsíce: $ 44,99, 6 měsíců: $ 74,99, 1 rok: $ 129,99.
 Měsíční cena ročního předplatného tedy činí $10.83 a v závislosti na kursu tedy kolísá okolo 200 Kč.
Klienta hry lze stáhnout z oficiálních stránek zcela zdarma a bez registrace, či vyplňování dotazníků (velikost instalačního souboru pro PC i Mac je zhruba 800 MB – na PC zabere instalace zhruba 1,6 GB).

## Servery
Veřejné servery lze rozdělit do 3 kategorií podle užití. Hlavní server se spuštěnou kampaní (nebo mezihrou), tréninkový server k volnému testování techniky, taktik a pořádání historických bitev a BETA server pro testování nových verzí.

## Češi a Slováci v Battleground Europe – World War II Online
Spojenci:
- 1. československý pěší prapor ve Francii
- 312. stíhací squadrona RAF

Axis:
- CZech Panzer Abteilung (CZPA)